# Lobsann
Lobsann település Franciaországban, Bas-Rhin megyében. Lakosainak száma 660 fő (2022. január 1.). Lobsann Kutzenhausen, Lampertsloch, Soultz-sous-Forêts és Merkwiller-Pechelbronn községekkel határos.

## Népesség
A település népességének változása:
| Lakosok száma | 627  | 634  | 644  | 640  | 644  | 648  | 652  | 656  | 660  |
|               | 2013 | 2015 | 2016 | 2017 | 2018 | 2019 | 2020 | 2021 | 2022 |